# Julius Ludwig Rothermundt
Julius Ludwig Rothermundt (* 18. Oktober 1827 in Nienburg; † 7. August 1890 in Münster) war ein russischer Kommerzienrat, Industrieller und nachmaliger Dresdner Villenbesitzer.

## Leben
Julius Ludwig war Mitinhaber der 1828 in St. Petersburg gegründeten Firma A. W. Rothermundt, die mit Zuckerfabriken und Tabakhandel in Russland bis zur Revolution enorme Einkünfte erwirtschafte. Weiterhin war er Inhaber der ebenfalls St. Petersburger Zitzdruckerei J. Lütsch sowie 1870 Mitbegründer der Versicherungs-Gesellschaft Russischer Lloyd.
Er vermählte sich 1872 mit Ida Amalie Lange aus Sachsen.
Im Jahr 1874 siedelte er nach Dresden über, wo er im Vorort Gruna das alte Anwesen des historischen Gasthofes der Grünen Wiese kaufte und dort seine Prunkvilla im Stil eines Landhauses errichtete. Damit legte er den Grundstein für den von seiner Familie 1914 öffentlich gemachten Rothermundtpark. Noch zu seinen Lebzeiten wurde in Gruna 1881 die Rothermundtstraße nach ihm benannt.
Sein Grab befindet sich auf dem Trinitatisfriedhof in Dresden.
Der ebenfalls von St. Petersburg nach Dresden gekommene Kunstsammler Adolf Rothermundt (1846–1930), nach dem die Villa Rothermundt in Blasewitz benannt ist, war ein Verwandter.